# Anton Julius Carlson

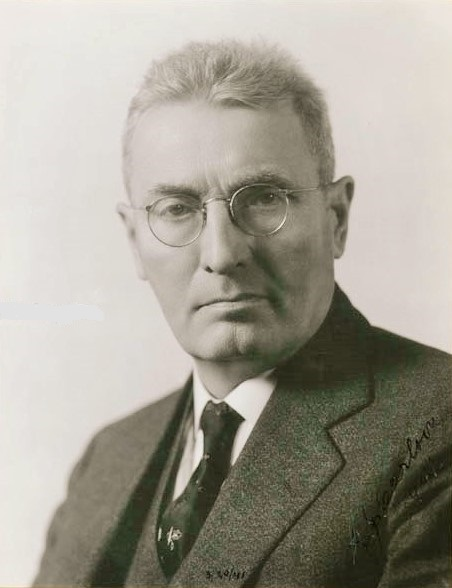
Anton Julius Carlson (1941)

Anton Julius Carlson (* 29. Januar 1875 in Bohuslän, Schweden; † 2. September 1956) war ein schwedisch-amerikanischer Physiologe an der University of Chicago.

## Leben und Wirken
Anton Carlson wuchs als Halbwaise unter ärmlichen Bedingungen im ländlichen Schweden auf. Er folgte 1891 seinem älteren Bruder Albin als Auswanderer nach Chicago in die Vereinigten Staaten, wo er zunächst als Zimmermann arbeitete, dann aber 1898 am Augustana College einen Bachelor und 1899 einen Master erwarb. Anschließend arbeitete Carlson als Hilfspfarrer einer Lutherischen Kirche in Anaconda, Montana, beschloss dann aber, an der Stanford University Physiologie zu studieren. 1902 erhielt er dort seinen Ph.D. bei Oliver Peebles Jenkins. 1903/1904 arbeitete er als Forschungsassistent an der Carnegie Institution und erhielt 1904 eine Festanstellung an der University of Chicago, wo er den Rest seiner akademischen Karriere verbringen sollte, obwohl er mehrfach Rufe an andere Universitäten erhielt. 1940 wurde er als John P. Hixon Distinguished Service Professor of Physiology emeritiert.
Carlson arbeitete zunächst zur Reizleitung des Herzens (Modellorganismus: Pfeilschwanzkrebse), wendete sich aber bald endokrinen Drüsen und ihrer Funktion zu: Schilddrüse, Nebenschilddrüse, Bauchspeicheldrüse. Die entsprechenden Tierversuche beinhalteten typischerweise zunächst die operative Entfernung einer Hormondrüse, die Beobachtung der resultierenden Krankheitszustände und dann die Versuche, durch spezielle Fütterung oder Medikamentengabe diese Zustände wieder zu beheben. Carlson, obgleich ohne eigenen medizinischen Abschluss, bildete Medizinstudenten aus und arbeitete eng mit der klinischen Medizin der Universität zusammen.
Im Ersten Weltkrieg meldete sich Carlson freiwillig. Er wurde in der Lebensmittelüberwachung für die Truppen eingesetzt und in den unmittelbaren Nachkriegsjahren in humanitären Einsätzen für die hungernde Zivilbevölkerung in den unterlegenen Staaten. Diese Erfahrungen machten ihn zu einem erbitterten Gegner des Krieges und des Militarismus.
Nach dem Krieg wandten sich Carlson und Mitarbeiter (darunter Arno B. Luckhardt) unter anderem der Ernährungsphysiologie zu und befassten sich zum Beispiel mit Fragen des Hungers und der Sättigung, mit der Wirkung von Insulin auf die Motilität des Magens und die Produktion von Magensäure. Mit Frederick Hoelzel arbeitete er zu intermittierendem Fasten.
Carlson engagierte sich für Schulspeisungen für arme Kinder, in der National Foundation for Infantile Paralysis und gegen Bleihydrogenarsenat als Pflanzenschutzmittel. Er diente im Committee for Child Health and Maternal Welfare und galt als strenger Verfechter von Freiheit und Gerechtigkeit. Er war Präsident der Association of University Professors und Mitglied der American Civil Liberties Union. Carlson war ein entschiedener Befürworter von Tierversuchen und war Gründungsmitglied der National Society for Medical Research.
Anton Julius Carlson war mit Esther Sjogren verheiratet. Das Paar hatte drei Kinder.
Carlsons Arbeiten werden auch mehr als 50 Jahre nach seinem Tod noch regelmäßig zitiert. Laut Datenbank Scopus, die Zitationen überwiegend erst aus der Zeit nach den 1970er Jahren erfasst, hat Carlson (Stand Juli 2023) einen h-Index von 6. Zu seinen Schülern zählten unter anderem Benjamin Harrison Willier, Andrew C. Ivy, Lester R. Dragstedt, Ralph Gerard, Nathaniel Kleitman, Samuel Brody und Robert Kho-Seng Lim.

## Auszeichnungen (Auswahl)
- 1906 Fellow der American Association for the Advancement of Science
- 1920 Mitglied der National Academy of Sciences[2]
- 1923–25 Präsident der American Physiological Society[3]
- 1925 Mitglied der Deutschen Akademie der Naturforscher Leopoldina[4]
- 1928 Mitglied der American Philosophical Society[5]
- 1944 Präsident der American Association for the Advancement of Science[6]
- 1946 Distinguished Service Award der American Medical Association
- Mitglied der Königlich Schwedischen Akademie der Wissenschaften